# Spårledning
Spårledning är en anläggning utmed ett järnvägsspår, som genom hjulaxlars kortslutning mellan de två rälerna, vilka elektriskt isolerats från varandra, indikerar om ett tåg befinner sig på en viss sträcka eller ej.

## Historik
Spårledningar uppfanns av amerikanaren William Robinson 1870. De första spårledningarna var mycket korta och skulle bara indikera tågnärvaron i en växel. Man hade även rälskontakter som alternativ. Det var små gjutjärnslådor som påverkades av hjulaxlarnas nedtryckning av rälsen. I lådorna fanns kvicksilver som pressades upp i ett stigrör och slöt en ström. Spårledningarna blev starten för utvecklingen av linjeblockering, fjärrblockering och övriga säkerhetssystem som eliminerade den mänskliga faktorn. Efterhand har tillförlitligheten höjts genom batteristöd, dubblerade anslutningar, elektronik som eliminerar störningar och resistansminskningar i isoleringen mm. Spårledningar står dock för en stor del av driftsstörningarna. Dålig jordning av S-rälen, åska, fukt som sänker isoleringsmotståndet, övervalsning av skarvar och löv på spåren kan förekomma. Spårledningar vid SJ har funnits både för likström och växelström. Alltfler anser att spårledningar tillåtits vara kvar för länge och allvarligt begränsat järnvägens konkurrenskraft med för låg tillförlitlighet. Det finns numera alternativ såsom axelräknare och satellitbaserad tågpositionering med GPS. En ny europeisk standard för järnvägsdrift, ERTMS, öppnar för en enklare framtid utan spårledningar.

## Teknik

Strömmen flyter i en krets genom båda rälerna vilket gör att spåret indikeras som ledigt

En axel kortsluter rälerna och strömmen når inte fram till relät som då får ställverket att indikera spåret upptaget

Principen är att de två rälerna i spåret isoleras elektriskt från varandra. Isoleringen sker genom att rälerna vilar på gummiplattor, befästs mot plastplattor samt skarvats mot nästa rälsträcka med en Isol. En svag spänning, vilken är på cirka 7 Volt i Sverige, matas från ena änden via ena rälen, via ett relä på andra sidan och genom andra rälen tillbaka igen, vilket bildar en sluten krets. Det gör att relät mellan rälerna på andra änden "drar" (se bild till höger) och spåret indikeras som ledigt. När en hjulaxel rullar in på sträckan kortsluts rälerna eftersom axlarna leder över ström mellan rälerna. Detta gör att relät "faller" då det inte längre är en del av den slutna kretsen (se andra bilden till höger).
Dessutom kommer även ett rälsbrott att indikera hinder eftersom den slutna kretsen genom rälerna då bryts, vilket också gör att relät faller och spåret då indikeras som upptaget. Eventuella annalkande tåg kommer då inte att få någon grön signal in på den berörda sträckan då ställverket tror att spåret är upptaget.
I praktiken är det så att den ena rälen – S-rälen - används för återledningen av strömmen från elloket medan den andra rälen – I-rälen - används för indikering av tågnärvaro. Detta kan störa spårledningskretsen. För att förhindra störningar på berörda reläer så sitter drosslar (i Sverige) som filtrerar bort växelspänning, och relät är väldigt unikt och drar bara om den får rätt spänning och rätt polaritet.
Svagströmsmatningen ansluts i ena änden av spårledningssträckan medan relät ansluts i den andra änden. På linjer och i de flesta fall används oftast 2 relän men ibland även 3 för att öka säkerheten. I en järnvägsväxel måste det läggas in tre mindre spårledningar. Orsaken är att matningarna av drivström kan vara separata kretsar för alla tre spåren som möts i en växel. S-rälen måste då byta sidor för att återledningen av drivströmmen ska fungera.

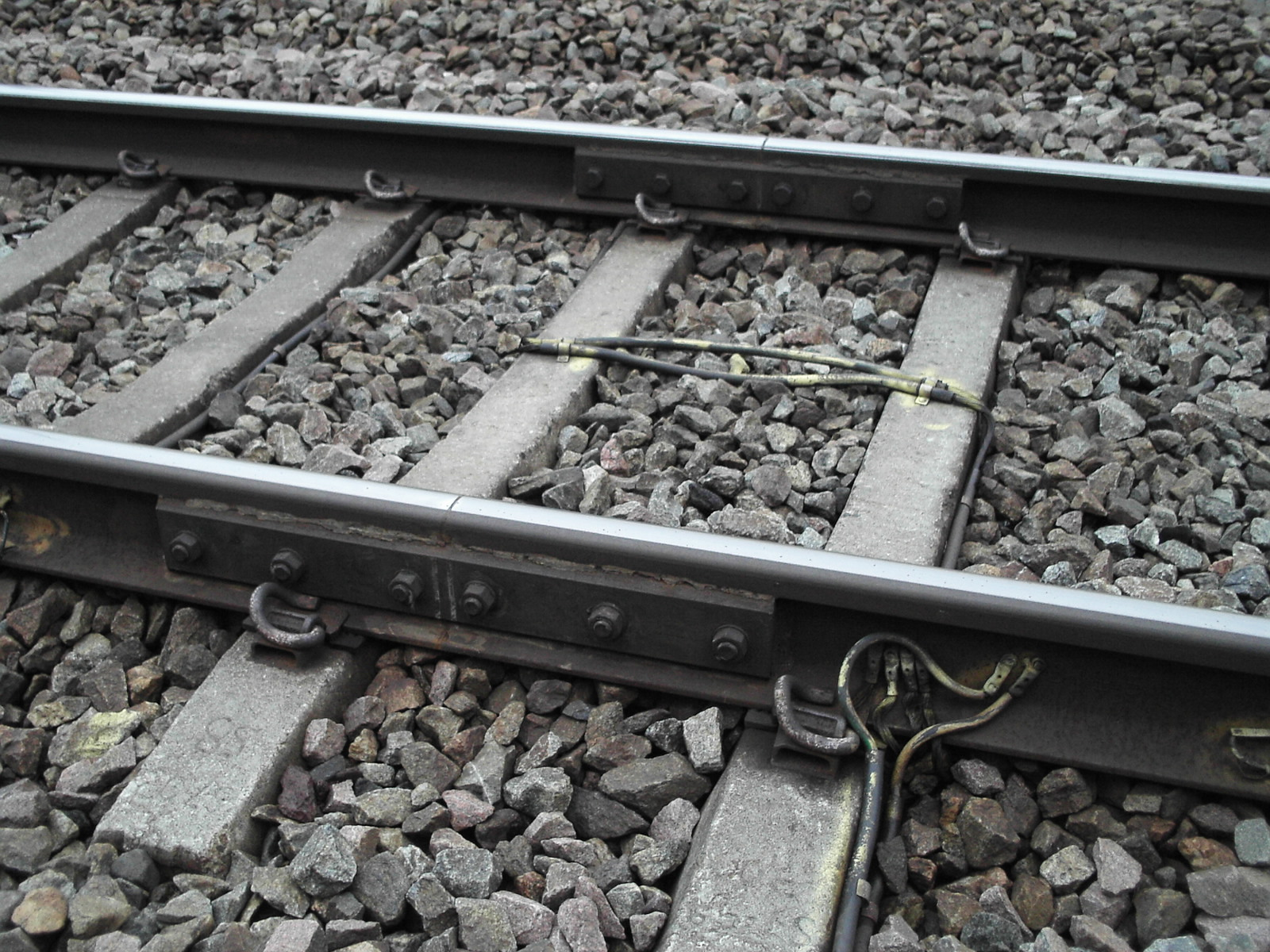
Isolerskarv med Z-koppling där S-räl och I-räl byter sida.

För att förebygga signalfel används alltid dubbla signalledningar så att om en pinnlödning lossnar från järnvägsrälsen fungerar fortfarande systemet, och vid nästa inspektion kan det repareras. Skulle både anslutningarna lossna samtidigt får tågen stoppsignal.

## Spårledning och drivström i växlar

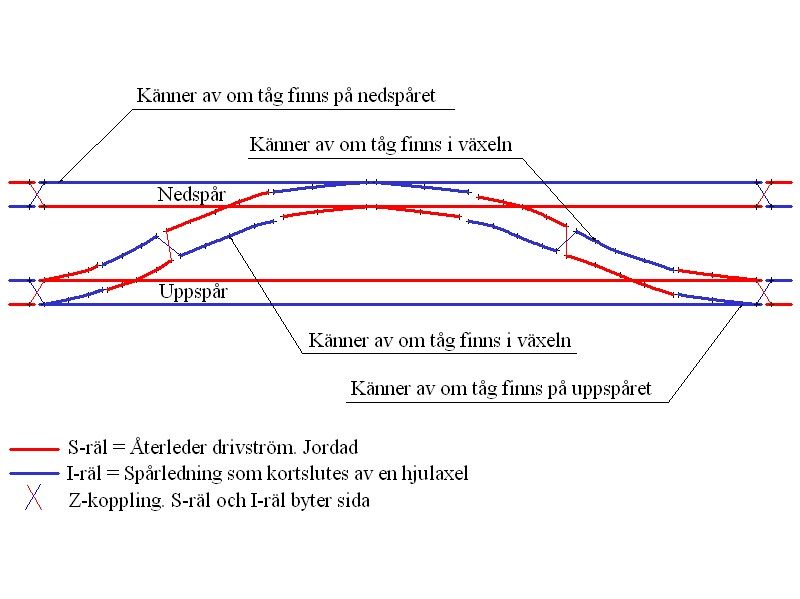
Exempel på elektrisk koppling av S-räler och I-räler i en krysstation

Normalt utmed en linje är den ena rälen S-räl och den andra I-räl. Men i växlar måste man se till att drivströmmen alltid kan återledas samt att ställverket ska kunna känna av om ett tåg befinner sig i en växel. Annars kan inte växeln friställas. Vidstående figur visar exempel på en vanlig koppling i en krysstation:
- Vid anslutningen mellan linjens (uppspåren och nedspåren) och krysstationen så låter man S-räl och I-räl byta sida. Det sker genom två kablar som korsar varandra (Z-koppling).
- Mellan växeltungorna och hjärtstyckena (växelkryssen) har man ännu en isolerskarv där S-räl och I-räl åter byta sida men utan någon Z-koppling.
- Mellan upp- och nedspårens växlar finns nästa isolerskarv men med Z-koppling.
- Kopplingen betyder att en drivaxel alltid har kontakt med en S-räl för återledning av drivströmmen.
- Vidare kan säkerhetssystemets ställverk känna av vilka delar av krysstationen, där ett tåg befinner sig genom att olika spårledningar kortslutes av hjulaxlarna:
  - Den övre blåa I-rälen för tåg på nedspåret.
  - Den undre blåa I-rälen för tåg på uppspåret.
  - De två blåa I-rälerna till vänster mellan upp- och nedspåren för tåg genom den vänstra delen av krysstationen.
  - De två blåa I-rälerna till höger mellan upp- och nedspåren för tåg genom den högra delen av krysstationen.
- Vardera växeltungan är förbunden med sin anslutande räl med en kopparfläta för att garantera god elektrisk ledning (framgår ej av bilden).

Det finns dock många varianter på detta. Finessen är att säkerhetssystemet alltid har en extra spårledning i krysset och därför kan få information om att en växel just passeras av ett tåg.

## Kodade spårledningar
I tunnelbanesystem och på vissa järnvägar används kodade spårledningar. Den spänning som används för att detektera närvaro på spåret används även för att föra över information till tågets signalsäkerhetssystem eller HS-system. Kodningen kan vara analog i form av en bärvåg på till exempel 75 Hz, där olika pulsintervall talar om största tillåtna hastighet, eller digital där man skickar datapaket som behandlas av en dator ombord.

## Användning
- Avgöra att inga hinder av stående eller mötande tåg eller vagnar finns innan bansträckan kan reserveras för ett tåg (lägga tågväg) och avgångssignal kan ges av banans säkerhetssystem.
- Hindra att ett efterföljande tåg kommer för nära ett framförvarande. Genom att dela in en bana i mindre sträckor med var sin spårledning kan dock säkerhetssystemet tillåta att efterföljande tåg kan avgå innan föregående kommit fram till nästa station. Det kallas linjeblockering och ökar en banas kapacitet.
- Hindra en växel att omläggas när ett tåg befinner sig i den.
- Hindra trafik över en vägövergång när ett tåg närmar sig. Se vägskyddsanläggning.
- Ge tågklarerare ständig uppgift om var ett tåg befinner sig .